# Winnetka (Illinois)
Winnetka est un village situé dans le comté de Cook en proche banlieue de Chicago, dans l'État de l'Illinois, aux États-Unis.

## Géographie
Selon le Bureau du recensement des États-Unis, Winnetka a une superficie totale de 10,1 km2, dont 9,9 km2 de terre et 0,2 km2 d'eau (2,06 %).

## Démographie
| Groupe            | Winnetka | Illinois | États-Unis |
| ----------------- | -------- | -------- | ---------- |
| Blancs            | 94,8     | 71,5     | 72,4       |
| Asiatiques        | 3,3      | 4,6      | 4,8        |
| Métis             | 1,2      | 2,3      | 2,9        |
| Autres            | 0,4      | 6,7      | 6,4        |
| Afro-Américains   | 0,3      | 14,6     | 12,6       |
| Amérindiens       | 0,1      | 0,3      | 0,9        |
| Total             | 100      | 100      | 100        |
|                   |          |          |            |
| Latino-Américains | 2,0      | 15,8     | 16,7       |

Selon l'American Community Survey, pour la période 2011-2015, 90,24 % de la population âgée de plus de 5 ans déclare parler l'anglais à la maison, 2,10 % déclare parler l'espagnol, 1,45 % le français, 1,26 % l'allemand, 0,98 % une langue chinoise, 0,81 % le polonais, 0,53 % l'italien, 0,42 % le coréen et 2,22 % une autre langue.

## Personnalités liées à la ville
- Laurie Dann (1957-20 mai 1988), meurtrière américaine qui a tué un garçon et blessé deux filles et trois autres garçons à Winnetka, avant de se donner la mort.
- Anna Halprin, chorégraphe née à Winnetka en 1920.
- Rock Hudson, acteur né à Winnetka en 1925.
- Deborah Eisenberg, femme de lettres américaine née à Winnetka en 1945.
- Christine Ebersole, actrice et chanteuse, est née à Winnetka en 1953.
- Charlotte Ross, actrice née à Winnetka en 1968.
- Chris O'Donnell, acteur né à Winnetka en 1970.

## Cinéma

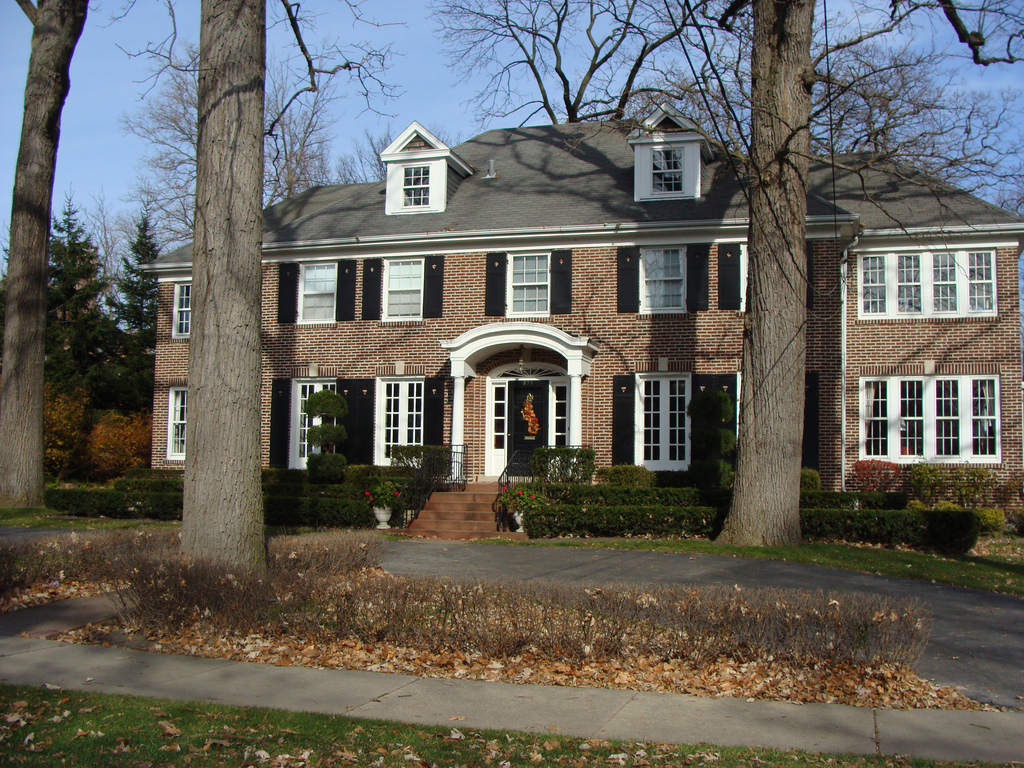
La maison des McCallister à Winnetka.

Dans les films Maman, j'ai raté l'avion ! et Maman, j'ai encore raté l'avion !, la maison de la famille McCallister se situe sur l'avenue Lincoln à Winnetka.